# MOVIE12 UNICORN TOUR 2009 蘇える勤労
『MOVIE12 UNICORN TOUR 2009 蘇える勤労』（ムービートゥエルブ　ユニコーンツアー2009　よみがえるきんろう）は、日本のロックバンド、ユニコーンのライブビデオ。
2009年のユニコーン再結成後の初のライブツアーである「ユニコーンツアー2009 蘇える勤労」より、2009年4月1日に横浜アリーナで行われたライブの模様を収録、2009年6月17日にまずDVD版がリリースされ、その後2009年7月22日にBlu-rayディスク版がリリースされた。

## 収録曲

### DISC1
1. ひまわり
2. スカイハイ
3. おかしな2人
4. ボルボレロ
5. ペケペケ
6. 素浪人ファーストアウト
川西はこのツアーで初めて人前でこの曲を演奏。
7. オッサンマーチ
8. キミトデカケタ
9. ロック幸せ
曲中、任天堂のスーパーマリオブラザーズのS.E.やゲーム映像（ゲームキャラクターはオリジナルのものに変更）、及び君達は天使の1フレーズをギミックとして使用。
10. AUTUMN LEAVES
11. デーゲーム
12. 最後の日
13. PTA～光のネットワーク～
本ツアーで初披露された。経緯は「おどる亀ヤプシ」の項を参照。

### DISC2
1. WAO!
2. BLACKTIGER
3. R&R IS NO DEAD
4. サラウンド
5. 大迷惑
6. ヒゲとボイン
ゲスト・古田たかし（ドラム）
7. 車も電話もないけれど
ゲスト・古田たかし
8. HELLO
9. 人生は～SMA～上々だ
演奏以外の演目時間が長いことでコアなファンには周知の「阿部義晴ショー」の時間。『人生は上々だ』の演奏を途中で中断し（阿部が歌詞を忘れた体裁で演奏が止まる）、MCを織り交ぜながら『SMA』（『CSA』1990年当時の所属事務所CSアーティスツの住所などを用いた歌詞を、2009年当時のソニー・ミュージック・アーティスツの住所などに変更したバージョン）の演奏を行ったあと、阿部がステージ上のメンバーに（『SMA』の歌詞の後半に用いられている所属事務所の略称）「SMA」とシャウトするよう促しながら演目を進行して行くが、いきなり過去にライブを途中退席した因縁があると阿部が一方的に主張する、音楽評論家の平山雄一（本作品の特典映像に収録された出来事に関わる人物）の名を呼び、阿部はステージを降りて一般の客席に席を取っていた平山の元に向かう。平山の元に向かいながら以前のツアーでの出来事を説明し、2階席の平山の元にたどり着くと、阿部は平山に17年越しのSMAシャウトを促す。そして、平山はSMAシャウトに応じ、シャウトの後に二人はがっちりとハグをして17年越しの和解を果たした。平山と和解成立後、阿部はステージに戻るが、さらに一悶着を挟んでから『人生は上々だ』後半の演奏が再開された、最終的にこの演目（映像作品の上ではチャプター）の終了まで約30分の時間を有した。また、冒頭ではキダ・タロー作曲の「プロポーズ大作戦」テーマ曲が使用され、メンバーは全員横山やすしの扮装で登場、演奏した[3]。
10. すばらしい日々
特典映像
11. 蘇える記憶～これが1992.2.28平山雄一帰宅事件の衝撃映像だ！